# Duttaphrynus microtympanum
Duttaphrynus microtympanum és una especie de gripau terrestre de la família dels bufònids. Va ser descrit com a Bufo microtympanum per George A. Boulenger el 1882. Va ser reclassificat en el gènere Duttaphrynus el 2006.

## Descripció
Cap amb crestes òssies prominents: un cantal, un preorbitari, un supraorbitari, un postorbital i un orbi curt a timpànic. Té musell curt, contundent; espai interorbitari més ample que lel cill superior; timpà molt petit –el que n'explica el nom específic–. Primer dit que s'estén més enllà del segon; dits dels peus aproximadament la meitat palmejat, amb tubercles subarticulars simples; dos meta-moderats tubercles tarsals; cap plec tarsal. Superfícies superiors amb berrugues irregulars i clarament poroses. De color marró per sobre, groc per sota, marbret amb marró. Mesura uns 7,7 cm.
És una espècie rara que viu a un altitud de 1400 a 2100 m.

## Distribució
És endèmic dels Ghats Occidentals, en l'estat de Kerala, Índia.
És amenaçat per la pèrdua d'hàbitat a causa de la conversió de zones boscoses a terres conreades, projectes futurs de desenvolupament de preses, construcció de carreteres i urbanització. Es considera com vulnerable en la Llista Vermella de la UICN del 2016.